# نبلة الهجانة
نبلة الهجانة بلدة سودانية في ولاية غرب كردفان علي بعد 60 كم غرب مدينة الأبيض.